# Roman Saenko
Roman Saenko est un musicien ukrainien de black metal et de folk metal. Il est le fondateur de plusieurs des groupes majeurs de la scène underground ukrainienne, notamment Hate Forest, Drudkh, mais aussi Astrofaes, Precambrian, Dark Ages et Blood of Kingu (uk).
Personnage énigmatique, Roman Saenko semble vouloir ne faire filtrer aucune information à son sujet, pour cette raison il ne donne aucune interview. Il est affilié à tort à la scène NSBM et a démenti son appartenance à ce mouvement lors d'un message  publié sur le myspace officiel du groupe Drudkh.